# آون (آیووا)
آون (به انگلیسی: Avon) یک منطقهٔ مسکونی در ایالات متحده آمریکا است که در شهرستان پولک، آیووا واقع شده‌است.